# Nie ma zagrożenia jest Dezerter – Tribute to Dezerter
Nie ma zagrożenia jest Dezerter – Tribute to Dezerter – dwupłytowy tribute album z piosenkami polskiego zespołu punkrockowego Dezerter. Wydany w roku 2006 przez wydawnictwo Pasażer na CD.

## Lista utworów
Źródło:.

CD 1 Czady:
1. Farben Lehre – „Ku przyszłości”
2. Apatia – „Fabryka”
3. Przeciw – „Dla zysku”
4. Włochaty – „Czwarta rano”
5. Eye For An Eye – „Ile procent duszy?”
6. De Łindows – „Czy wierzysz?”
7. Leniwiec – „Jeśli chcesz zmieniać świat”
8. Cela nr 3 – „Tv Show”
9. Kłamstwo – „Tchórze”
10. J.M.K.E. – „Kusi Miilitsalt” (Spytaj milicjanta)
11. Antidotum – „Rejestr wariatów”
12. El Banda – „Jeszcze nie zapomniałem”
13. Ortodox – „Co oni nam dają?”
14. Atomico Patibulo – „Nie ma nas”
15. Profanacja – „Jesteśmy tacy sami”
16. The Analogs – „Nienawiść i wojna”
17. Prawda – „Oni”
18. Uliczny Opryszek – „Burdel”
19. Bulbulators – „Od nowa”
20. Anti Dread – „Poroniona generacja”
21. Street Terror – „Zmiany”
22. Sunrise – „Mam kły, mam pazury”
23. Schizma – „Niewolnik”
24. Infekcja – „Uległość”
25. WC – „Plakat”
26. Wszy – „Nie ma zagrożenia”
27. Nose – „20 lat po wojnie”
28. Olotila – „Ku przyszłości”

CD 2 Eksperymenty:
1. Plebania – „Ostatnia chwila”
2. Paprika Korps – „Kto?”
3. Masala – „XXI wiek”
4. Killa Famila – „Bzdury”
5. Rwr Babilon Error – „Dezerror”
6. Robo – „Bestia”
7. Komety & Nika – „Szara rzeczywistość”
8. Klinika – „Wiatroaeroterapia”
9. Koniec Świata – „Jezus”
10. Fuck Off – „Kolik Procent Duse?” (Ile procent duszy?)
11. 13.12 – „Polska złota młodzież”
12. Upside Down – „Pierwszy raz”
13. Złodzieje Rowerów – „W zakamarkach”
14. Wrony Na Śniegu – „Budujesz faszyzm przez nietolerancję”
15. Mass Kotki – „Bicie”
16. Procesor Plus – „Rebeliant”
17. Vybor Verejneho Blaha – „Czego chcesz?”
18. Thiele – „Rejestr wariatów”
19. Krio De Morto – „Szwindel”
20. Thuoc – „Pałac”
21. The Lunatics – „Nowe wiadomości”
22. IŁ 62 – „Anarchista/anarchia”